# Gavriil Loujenovski
 (juin 2019).
Si vous disposez d'ouvrages ou d'articles de référence ou si vous connaissez des sites web de qualité traitant du thème abordé ici, merci de compléter l'article en donnant les références utiles à sa vérifiabilité et en les liant à la section « Notes et références ».
Gavriil Loujenovski, né le 12 février 1871 à Vladivostok (Russie) et mort assassiné le 10 février 1906 à Tambov, est un avocat de formation, nommé conseiller provincial de la région de Tambov.
En tant que conseiller provincial, il est notamment chargé de réprimer la révolte paysanne qui suit la révolution russe de 1905. Il est assassiné l'année suivante par la révolutionnaire Maria Spiridonova.